# Nodosinelloides
Nodosinelloides es un género de foraminífero bentónico de la subfamilia Ichthyolariinae, de la familia Ichthyolariidae, de la superfamilia Robuloidoidea, del suborden Lagenina y del orden Lagenida. Su especie tipo es Nodosinelloides potievskayae.
Su rango cronoestratigráfico abarcaba desde el Pennsylvaniense (Carbonífero superior) hasta el Lopingiense (Pérmico superior).

## Discusión
Clasificaciones más recientes incluyen Nodosinelloides en la subfamilia Protonodosariinae y en la familia Protonodosariidae.

## Clasificación
Se han descrito numerosas especies de Nodosinelloides. Entre las especies más interesantes o más conocidas destacan:
- Nodosinelloides longissima †
- Nodosinelloides magna †
- Nodosinelloides mirabilis †
- Nodosinelloides netschajewi †
- Nodosinelloides potievskayae †

Un listado completo de las especies descritas en el género Nodosinelloides puede verse en el siguiente anexo.